# Budjak

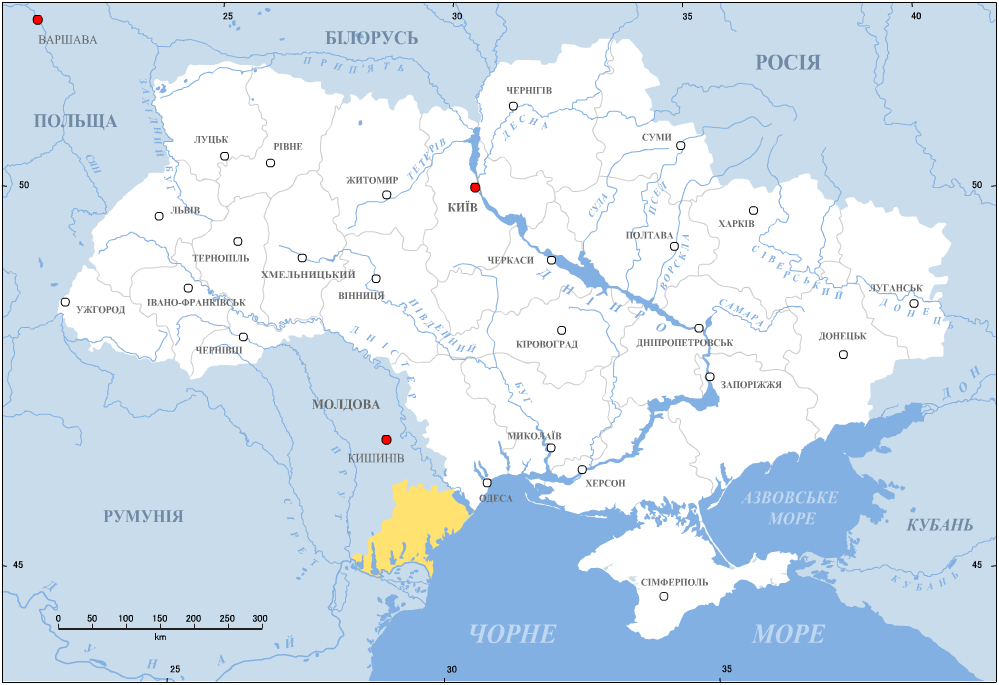
Mapa del Budjak al

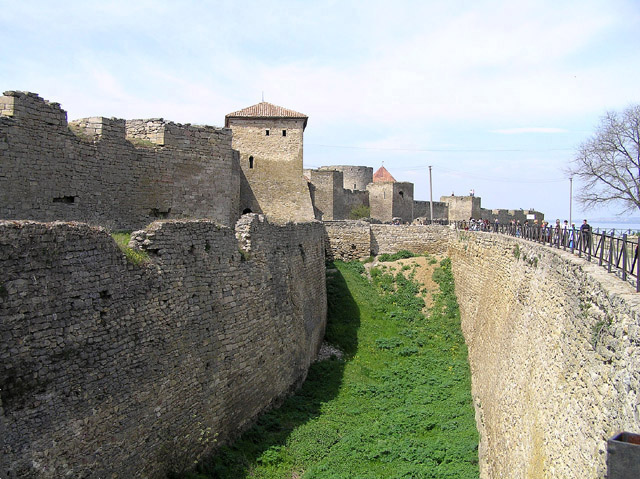
Fortalesa de Bílhorod-Dnistrovski (Akkerman/Cetatea Albă) a Budjak, del.

Budjak (ucraïnès: Буджак o Аккерманщина, transcrit: Budjak o Akkermansxyna; romanès: Bugeac) fou el nom històric de la part sud de Bessaràbia (inicialment la Bessaràbia només comprenia el Budjak, després va passar a incloure també les regions septentrionals). El nom el donaven al territori els cumans que hi havia assentats i volia dir 'cantonada'. Actualment forma part de l'óblast d'Odessa, a Ucraïna. Dels raions d'aquest óblast els següents són al Budjak històric:
- Raion d'Artsiz (Арци́зький райо́н, Artsizkyi raion), amb capital a Artsiz (Арци́з)
- Raion de Bílhorod-Dnistrovski (Бі́лгород-Дністро́вський райо́н, Bílhorod-Dnistrovskyi raion), amb capital a Bílhorod-Dnistrovski(Бі́лгород-Дністро́вський)
- Raion de Bolhrad (Болгра́дський райо́н, Bolhradskyi raion), amb capital a Bolhrad (Болград)
- Raion d'Izmaïl o Izmaiíl (Ізмаї́льський райо́н, Izmaïlskyi raion), amb capital a Izmaïl (Ізмаїл)
- Raion de Kilia (Кілі́йський райо́н, Kiliiskyi raion), amb capital a Kilia (ucraïnès: Кілія, transcrit: Kilia; romanès: Chilia; grec: Kellia; turc: Kilya o Kili; anglès: Kiliya; alemany: Kilija)
- Raion de Rení (Рені́йський райо́н, Reniiskyi raion), amb capital a Rení (Рені́)
- Raion de Tarútyne (Тару́тинський райо́н, Tarútynskyi raion), amb capital a Tarútyne (Тару́тине)
- Raion de Tatarbunary (Татарбуна́рський райо́н, Tatarbunarskyi raion), amb capital a Tatarbunary (ucraïnès: Татарбуна́ри, transcrit: Tatarbunary; romanès: Tatarbunar; rus: Татарбунары, transcrit: Tatarbunary; turc: Tatarpınarı)
- Raion de Sarata (Сара́тський райо́н, Saratskyi raion), amb capital a Sarata (Сарата)
- Ciutat d'Izmaïl (Ізмаїл), amb el mateix rang d'un raion
- Ciutat de Bílhorod-Dnistrovski (Бі́лгород-Дністро́вський), amb el mateix rang d'un raion

La seva població el 2001, excloses les ciutats d'Izmaïl i Bílhorod-Dnistrovski, era de 481.000 habitants, i les dues ciutats tenien 136.200 habitants, cosa que dona una població total de 616.200 habitants.

## Història
El país fou habitat pels dacis i escites. Entre els segles VII i VI aC s'hi van establir colònies gregues, destacant Licostomo i Tyras. La zona fou domini de grecs amb les tribus escites, dàcies i fins i tot celtes (establertes al segle iii aC a Aliobrix, moderna Cartal/Orlovka). El segle i la zona va passar als romans i el 395 a l'Imperi Romà d'Orient. Fou camí de pas dels huns (387), àvars (558-567), eslaus (final del segle vi), búlgars sota el kan Asparuh (679), magiars (segle ix), petxenegs (segle xi), cumans (segle xii) i altres pobles menors. Els romans d'Orient van conservar la sobirania nominal de la zona costanera però no tenien autoritat a l'interior. A la zona de les muntanyes Tigheci es va formar una república de descendents de colons llatins i la resta del territori excepte les fortaleses romanes d'Orient va romandre buida. Dels segles IX a XII fou generalment sota el control de l'imperi búlgar primer i després de petxenegs i cumans que van recaptar tributs entre els colons.
Des del 1241 fou part del kanat de l'Horda d'Or i els ports de Maurocastron i Licostomo, restaurat pels genovesos, van esdevenir factories comercials; vers el 1345 va ser ocupada pel príncep de Valàquia, de la casa de Bessarab I el Fundador, que va regnar del 1330 al 1352 (per això la regió fou coneguda com a Bessaràbia) fins al temps de Mircea I el Vell (1383-1394 i 1397-1418), quan a l'entorn del 1392, fou cedida al voivoda de Moldàvia Roman I (1391-1394). En aquest temps molts pobladors eren tàtars nogais a les estepes, i valacs a les muntanyes i les ciutats de la costa. Vers 1484 en una acció conjunta dels tàtars de Crimea i els otomans, foren ocupades (conquerides al voivoda moldau Esteve el Gran) les fortaleses de Kili (Kilia, Kilya o Chilia) i Cetatea Alba (moderna Bílhorod-Dnistrovski) anomenada pels turcs Ak Kirman (Akkerman, o "fortalesa blanca"), i el 1538 fou ocupat tot el Budjak quan el príncep Petru IV Rares de Moldàvia va haver de cedir la fortalesa i ciutat de Tighina (reanomenada Bender). Llavors el Budjak consistia en el sandjak d'Ak Kirman, del qual la frontera passava de Solkuça a la riba del Botna, per Gradishte i fins a Kili (Chilia, Kilya o Kilia). Al costat de Kilia, al poblet valac de Smil, es va construir la fortalesa d'Ismail o Izmaïl, nom que, segons Ewliya Celebi ve del nom d'un almirall conqueridor de la zona, però que també pot procedir d'una evolució del nom del llogaret Smil, ja que l'otomà generalment afegia una "I" a les paraules que començaven amb "S".
El sultà Selim II va autoritzar al kan de Crimea l'assentament a la regió de tribus nogais del Caucas (a partir del 1538) per servir de zona tampó entre Moldàvia i els sandjak otomà de la costa. Ewliya Celebi que va visitar la zona assenyala que els nogais tenien unes 200 viles (1657) totes força riques; a la part de Bender la població eren valacs o tàtars, i a Izmaïl eren tots tàtars. El 1570 s'havien creat els sandjaks de Bender i Ak Kirman sota autoritat del beglerbegi d'Özü, la capital del qual era a Ak Kirman o a Silistra. Els tàtars estaven sotmesos a un yali-aghasi nomenat pel kan de Crimea i més tard foren governats per l'hereu segon del kanat (anomenat el Nur al-Din) que residia a Khan-kishlasi, al sud de Bender.
El beg dels nogais, Kantimur es va destacar en les lluites contra polonesos i cosacs al segle xvii; va rebre el suport otomà contra el kan de Crimea i fou nomenat beglerbegi d'Özü en un intent d'arrabassar al kan la jurisdicció sobre els nogais del budjak, que eren unes 6000 famílies. El 1699 o 1701 els nogais van refusar obeir al kan i van demanar ser subjectes del sultà otomà, però llavors la Porta ja no hi tenia interès i el kan Devlet II Giray (1699-1702) va deportar a la força a unes 700 o 800 famílies cap a Crimea.
El 1770 el budjak fou ocupat per l'imperi Rus temporalment però restituïda al turcs pel tractat de Küçück Kaynardja de (1774). Llavors va començar l'emigració dels turcs cristians gagaüsos i de búlgars procedents de la Dobrudja. El 1790 hi va haver una segona ocupació russa que va durar fins al tractat de Jassy de 1792. Els russos van entrar per tercera vegada el 1809 i el tractat de Bucarest de 28 de maig de 1812 va cedir el Budjak a l'imperi Rus. El nom de Bessaràbia es va estendre a tota la regió de Moldàvia oriental adquirida per Rússia mentre Budjak es va deixar d'utilitzar (excepte per designar a l'estepa del sud de Bessaràbia) i la majoria dels tàtars de la regió va emigrar cap a Anatòlia, Bulgària i Dobrudja, sota el control otomà.
Al final de la guerra de Crimea, el tractat de pau de París de 1856, va cedir la Bessaràbia meridional a Moldàvia. A la guerra russo-turca de 1877-1878 l'imperi Rus va ocupar la regió i la va adquirir d'acord amb el Congrés de Berlín de 1878.
Budjak, com a part de Bessaràbia, es va unir a Romania el 1918 i es van formar els comtats (judeţe) de Tighina (Bender), Ismail i Cetatea Albă (Akkerman). El 1924 els bolxevics es van revoltar a la zona en l'anomenada revolta de Tatarbunary.
El 1939, una clàusula secreta del pacte Molotov-Ribbentrop assignava Bessaràbia a la Unió Soviètica i el juny de 1940 els soviètics van llençar un ultimàtum al govern romanès per la transferència de Bessaràbia i Bukovina Septentrional. El rei Carles II de Romania va cedir i aquestes regions foren transferides, incloent per tant el Budjak. El nord i centre de Bessaràbia van formar la República Socialista Soviètica de Moldàvia però el sud o Budjak fou incorporada a Ucraïna que llavors estava dirigida per Nikita Khrusxov. El 7 d'agost de 1940 es va crear l'óblast d'Akkerman, subdividida en 13 raions amb Akkerman (Bílhorod-Dnistrovskii) com a capital, però al cap de quatre mesos, el 7 de desembre de 1940, l'óblast fou rebatejat Izmaïl, i la ciutat d'Izmaïl esdevingué la capital.
Quan Alemanya va declarar la guerra a l'URSS el juny de 1941, Romania va estar al costat dels alemanys i el seu exèrcit va recuperar Bessaràbia i Budjak i encara van seguir cap a Transnístria. El territori fou recuperat pels soviètics el 1944 i tot i el cop d'estat del rei Miquel I de Romania que va portar al país al bàndol aliat (agost de 1944), els soviètics van restaurar la situació del 1940, retornant el Budjak a l'RSS d'Ucraïna. El 15 de febrer de 1954 l'óblast d'Izmaïl fou fusionada a l'óblast d'Odessa.

## Composició ètnica actual
| Raion (districte) o Ciutat     | Total    | Ucraïnesos | Moldaus  | Búlgars de Bessaràbia | Russos   | Gagaüsos | Altres² | Nombre d'assentaments³                                                                 |
| ------------------------------ | -------- | ---------- | -------- | --------------------- | -------- | -------- | ------- | -------------------------------------------------------------------------------------- |
| Artsizskyi Raion               | 51,700   | 14,200     | 3,300    | 20,200                | 11,500   | 900      | 1,600   | 1+0+17(26)                                                                             |
| Bílhorod-Dnistrovski Raion     | 62,300   | 51,000     | 3,900    | 800                   | 5,500    | 200      | 900     | 0+0+27(57)                                                                             |
| Bolhradskyi Raion              | 75,000   | 5,700      | 1,200    | 45,600                | 6,000    | 14,000   | 2,500   | 1+0+18(21)                                                                             |
| Izmaïlskyi Raion               | 54,700   | 15,800     | 15,100   | 14,100                | 8,900    | 200      | 600     | 0+1+18(22)                                                                             |
| Kiliiskyi Raion                | 59,800   | 26,700     | 9,400    | 2,600                 | 18,000   | 2,300    | 800     | 1+1+13(17)                                                                             |
| Reniiskyi Raion                | 40,700   | 7,200      | 19,900   | 3,400                 | 6,100    | 3,200    | 900     | 1+0+7(7)                                                                               |
| Saratskyi Raion                | 49,900   | 21,900     | 9,400    | 10,000                | 7,900    | 200      | 500     | 0+1+22(37)                                                                             |
| Tarútynskyi Raion              | 45 200   | 11,100     | 7,500    | 17,000                | 6,300    | 2,700    | 600     | 0+4+23(28)                                                                             |
| Tatarbunarskyi Raion           | 41,700   | 29,700     | 3,900    | 4,800                 | 2,700    | -        | 600     | 1+0+18(35)                                                                             |
| ciutat d'Izmaïl                | 85,100   | 32,500     | 3,700    | 8,600                 | 37,200   | 800      | 2,300   | 1+0+0(0)                                                                               |
| ciutat de Bílhorod-Dnistrovski | 51,100   | 32,200     | 1,000    | 1,900                 | 14,400   | 200      | 1,400   | 1+2+0(0)                                                                               |
| Total                          | 617,200¹ | 248,000¹   | 78,300¹² | 129,000¹              | 124,500¹ | 24,700¹  | 12,700¹ | 7 ciutats + 9 viles + 163 administracions incorporades (250 pobles) = 266 establiments |

¹ percentatge per cada raion i ciutat, el total dona la suma de les entrades individuals amb un marge pels redondeijos
² Altres inclou: romanesos (724 persones)
3 Alguns assentaments o municipis són anomenats ciutats (7), altres ciutats regionals (2) i altres ciutats de raion (5). Els nous assentaments o municipis tenen un estatus entre poble i ciutat i són coneguts com a «SMT» (смт) o assentaments de tipus urbà (се́лище місько́го ти́пу, sélysxe miskoho typu), d'alguna forma comparable amb «vila», però que poden ser grans aglomeracions, petites viles o un grup de llogarets.